# 1824年メキシコ憲法
1824年のメキシコ合衆国連邦憲法（スペイン語: Constitución Federal de los Estados Unidos Mexicanos de 1824）は、1824年10月4日に施行されたメキシコ合衆国の憲法である。この憲法ではじめてメキシコの国名が「メキシコ合衆国」になった。メキシコは代表制による連邦共和国とされ、カトリックをメキシコ唯一の宗教と定めた。
メキシコは独立以来3回にわたって憲法が制定されたが、1824年憲法はその最初のものである。

## 先行する憲法

### カディス憲法
19世紀はじめ、フランスのスペイン侵入などの事態に対処するため、ヌエバ・エスパーニャを含むスペインの属領の代表による評議会（フンタ）が作られた。その目的は属領の統一の維持にあったが、内部対立によって解体した。しかしながら新たに憲法制定のための議会（コルテス）が開催され、1812年にスペイン王国憲法（カディス憲法の名で知られる）が公布された。この憲法はフェルナンド7世によって廃棄されたためにスペインの属領で施行されることはなかったが、メキシコで起草された憲法や綱領に影響を与えた。

### 独立運動初期
ミゲル・イダルゴが憲法を書くことはなかったが、いくつかの声明を発表した。メキシコ独立革命の進行につれて、革命家を統合するための議会の設立と法律の制定の必要性が認識された。1813年9月にオアハカで議会が招集され、ホセ・マリア・モレーロスによって「国民意識」 (Sentimientos de la Nación) が公開された。この文書ではスペイン領アメリカの独立と、行政・立法・司法の三権分立を宣言した。

### アパツィンガン憲法
モレーロスは憲法の起草を目的としてアパツィンガンで議会を招集し、1814年にアンドレス・キンタナ・ロー、カルロス・マリア・デ・ブスタマンテ、ホセ・マヌエル・デ・エレーラらの政治家、法律家、ジャーナリスト、神学者らによって「メキシコ・アメリカの自由のための憲法」（Decreto Constitucional para la Libertad de la América Mexicana、通常アパツィンガン憲法の名で知られる）が起草された。しかし1815年末に副王による支配が復活したために実際に施行されることはなかった。

## 憲法の成立
メキシコ第一帝政のアグスティン・デ・イトゥルビデが皇帝から退位した後、1823年11月7日に議会が招集された。議会には中央集権派（保守派）と連邦派の2つの派閥があり、ずっと後になって自由党 (es:Partido Liberal (México)) と保守党 (es:Partido Conservador (México)) が形成された。
1824年1月31日、メキシコ連邦憲法的議定書 (es:Acta Constitutiva de la Federación Mexicana) が承認された。これは新政府の暫定的な法令であり、新しく生まれようとする共和国の組織の基本点が定められた。
1824年10月2日にグアダルーペ・ビクトリアがメキシコ合衆国初代大統領（在職期間1825-1829年）に指名された。
1824年10月4日に「メキシコ合衆国連邦憲法」の名で公布された。そこでは先の議定書で書かれていた原理が発展させられていた。
1824年10月8日、グアダルーペ・ビクトリア大統領とニコラス・ブラボ副大統領が憲法に対して宣誓した。
1824年10月10日から1825年3月31日まで、グアダルーペ・ビクトリアは臨時大統領の任にあった。憲法上の大統領に就任したのは1825年4月1日である。

## 内容
1824年憲法は7章171か条から構成され、カディス憲法、アメリカ合衆国憲法、アパツィンガン憲法を元にしている。連邦の体制は19の州、中央に従属する4つの直轄地、および連邦区から構成される連邦国民の共和国代表によって実現される。1824年憲法は国民の権利について明示的には言及していない。国民の平等は軍と教会の力によって制限される。主要な条文には以下のものがある。
- 第1条：メキシコの国家は主権を有し、スペイン政府およびいかなる他の国家からも自由である。
- 第3条：国家の宗教はローマ・カトリックであり、法によって保護される。他のいかなる宗教も禁止される。
- 第4条：メキシコの国家は連邦国民による代表制共和制の形態をもつ政府を採用する。
- 第6条：連邦の主権は立法、行政、司法に分けられる。
- 第7条：立法権は代議院と元老院の両院制による議会に置かれる。
- 第50条：連邦と州における出版の政治的自由。
- 第74条：行政権はメキシコ合衆国大統領にある。
- 第75条：副大統領は物理的ないし倫理的に大統領が行政を行えない場合に行政の大権を実行する。
- 第95条：大統領と副大統領の在職期間は4年間とする。
- 第123条：司法権は最高司法裁判所、教区裁判所、区裁判所にある。
- 第124条：最高司法裁判所は11人から構成され、3室と検察官に分かれる。
- 第157条：各州の政府は3つの権力から構成される。

## 連邦
1824年憲法が公布された当時、メキシコは19の州(Estados)と3つの直轄地(Territorios)に分けられていた。同年変更が加えられた結果、19の州、5つの直轄地、および連邦区になった。
19の州は以下のとおりである。
1. メヒコ州
2. グアナフアト州
3. オアハカ州
4. プエブラ州
5. ミチョアカン州
6. サン・ルイス・ポトシ州
7. ベラクルス州
8. ユカタン州
9. ハリスコ州
10. サカテカス州
11. ケレタロ州

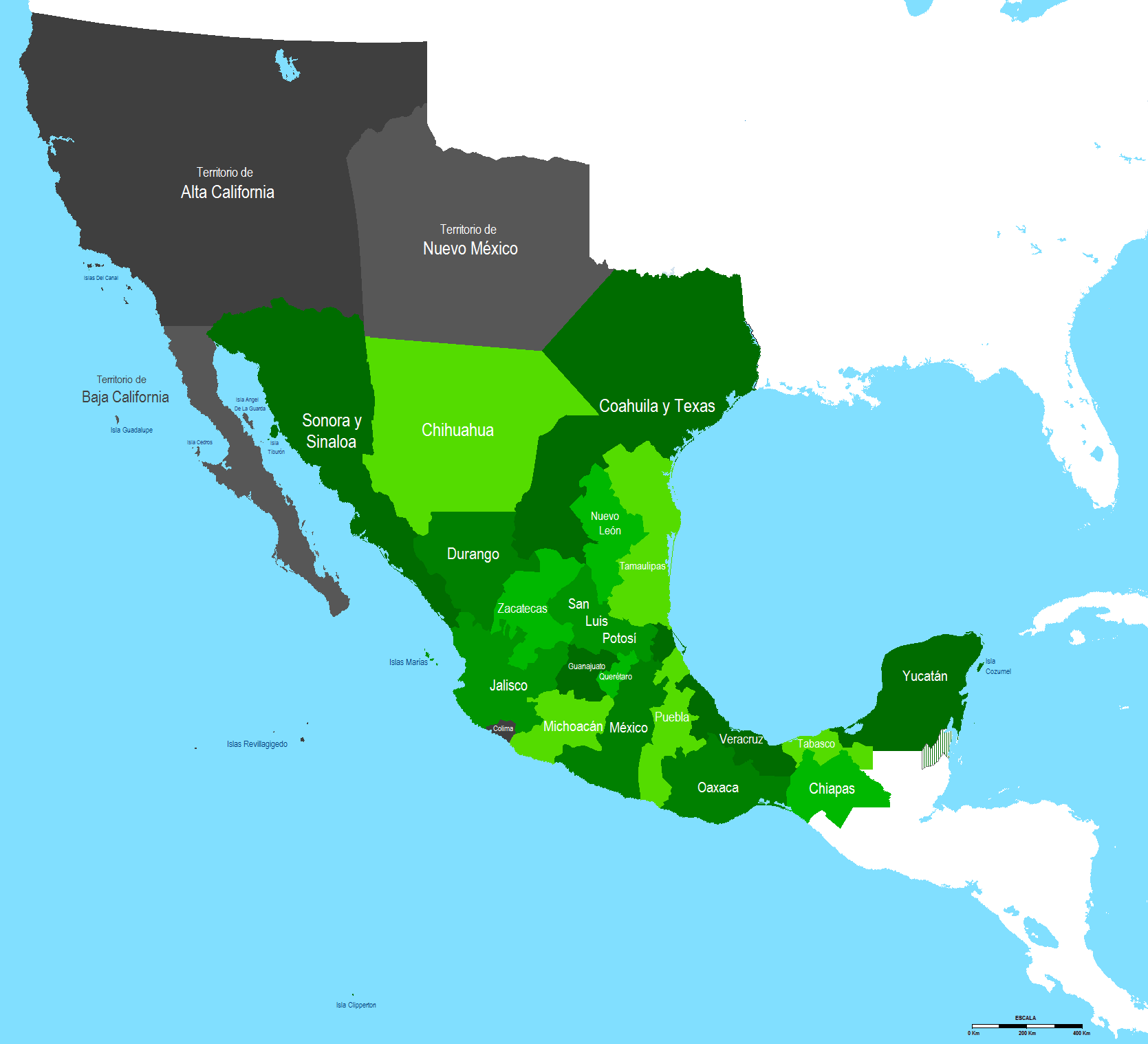
1824年憲法によるメキシコの地図

12. ソノラ・イ・シナロア州（1830年に分裂）
13. タバスコ州
14. タマウリパス州
15. ヌエボ・レオン州
16. コアウイラ・イ・テハス州
17. ドゥランゴ州
18. チワワ州
19. チアパス州

5つの直轄地はアルタ・カリフォルニア、バハ・カリフォルニア、コリマ、トラスカラ、サンタフェ・デ・ヌエボ・メヒコである。連邦区は1824年11月18日に当時のメキシコシティとその周辺に設立された。

## 憲法の破棄と復活
1835年にメキシコの国家の基礎をゆるがす劇的な変化が起きた。保守派が選挙に勝利したことで、ミゲル・バラガン臨時大統領（法律上の大統領はアントニオ・ロペス・デ・サンタ・アナだったが不在）のもとで1835年10月23日に「憲法の基礎」(Bases Constitutionales)が承認され、これによってメキシコの第一連邦共和国は終わりを告げ、暫定的な中央集権的体制が成立した。1836年12月30日に臨時大統領ホセ・フスト・コロはシエテ・レイェス（七憲令）を制定し、1824年憲法は正式に廃止された。
シエテ・レイェスでは「自由な州」はフランスの制度にならった「県」(departamentos)に置きかえられ、国家権力をメキシコシティに集中させた。この決定によって政治的不安定が生じ、中央と旧諸州の間は反目しあった。各地で反乱が発生したが、とくに重要なものに以下がある。
- テハス（テキサス）はメキシコからの独立を宣言し、中央集権的体制への参加を拒否した。アメリカ合衆国の移民たちはオースティンで大会を開き、メキシコ中央政府に対するテキサス人の戦争を宣言し、メキシコの法と権力を無視し、テキサス共和国の成立に到った。
- ユカタンでは1840年（公式には1841年）に独立を宣言した。ユカタン共和国は1848年にメキシコに再統合した。
- ヌエボ・レオン、タマウリパス、コアウィラは短期間（250日未満）事実上メキシコから独立した。リオグランデ共和国は独立した実体となることなく中央集権派の軍に敗北した。
- タバスコは保守派の大統領アナスタシオ・ブスタマンテによる中央集権と州に対する制裁に反対して1841年2月にメキシコからの分離を宣言したが、1842年12月にメキシコに再統合した。

テキサスの併合と州境の紛争が原因となり、アメリカ合衆国のメキシコ介入が発生した。その結果、1846年8月22日にホセ・マリアーノ・サラス大統領のもとで1824年憲法が復活した。1847年5月21日に改革法 (es:Acta constitutiva y de reformas de 1847) が公布され、1824年の憲法が多少の修正を加えた上で正式に再制定された。
サンタ・アナの復活と保守独裁政治の後、1854年3月1日にアユトラ綱領が連邦派の勢力によって公布されてサンタ・アナは追放された。臨時大統領フアン・アルバレスのもとで憲法制定議会が招集され、1857年メキシコ憲法が起草された。